# Великий Прикіл
Вели́кий Прикіл — село в Україні, у Миропільській сільській громаді Сумського району Сумської області. Населення становить 194 осіб. До 2016 орган місцевого самоврядування — Малорибицька сільська рада.
Після ліквідації Краснопільського району 19 липня 2020 року село увійшло до Сумського району.

## Географія
Село Великий Прикіл розташоване на лівому березі річки Прикіл, вище за течією на відстані 2.5 км розташоване село Петрушівка, нижче за течією 3 км розташоване село Мала Рибиця. У селі Яр Д'яконов впадає у річку Прикіл.

## Населення

### Мова
Розподіл населення за рідною мовою за даними перепису 2001 року:
| Мова       | Кількість | Відсоток |
| ---------- | --------- | -------- |
| українська | 191       | 98.45%   |
| російська  | 2         | 1.03%    |
| білоруська | 1         | 0.52%    |
| Усього     | 194       | 100%     |

## Історія
- Село постраждало внаслідок геноциду українського народу, проведеного урядом СССР 1923—1933 та 1946–1947 роках.

## Відомі люди
- Іскрич Федір Маркович — новатор сільськогосподарського виробництва, голова колгоспу «Ленінський шлях» («Заповіт Леніна») Краснопільського району Сумської області. Депутат Верховної Ради УРСР 6—7-го скликань. Герой Соціалістичної Праці.
- БРЮХОВЕ́ЦЬКИЙ Василь Володимирович (26. 01. 1970, с. Великий Прикіл Краснопільського, нині Сумського р-ну Сумської обл.) — фахівець у галузі фізики міцності та пластичності. Доктор фізико-математичних наук (2006).